# (16537) 1991 PF11
A (16537) 1991 PF11 a Naprendszer kisbolygóövében található aszteroida. Henry E. Holt fedezte fel 1991. augusztus 8-án.